# Vampiro (canção)
"Vampiro" (às vezes estilizado como VAMPiro) é um single com participações de Matuê, Teto e WIU. Foi lançado em 29 de março de 2022 pela gravadora 30PRAUM.

## Marketing
No início de 2021, o rapper Matuê posta no seu perfil do Instagram uma prévia de uma possível nova música, a qual os fãs apelidaram de "Vampiro". Após isso, o rapper Teto posta um vídeo nas suas redes sociais de uma possível gravação da música. A prévia repercutiu a internet, pegando mais de 1 milhão de visualizações no YouTube.
Após os lançamentos de "Quer Voar" e "Groupies", é anunciado outros lançamentos de músicas dos integrantes da gravadora em especial de 5 anos de fundação. Uma dessas músicas era "Vampiro", programada para o dia 30 de Dezembro de 2021, porém foi adiada para o ano seguinte.
Durante o podcast Podpah, os integrantes da 30PRAUM anunciaram o lançamento da música no dia 30 de Janeiro de 2022, porém dias antes do suposto lançamento, Matuê informa pelo seu perfil no Twitter que o clipe da música não ficou como o planejado. Assim ele cancela o projeto do single.
No dia 14 de Março, o rapper anuncia em sua rede social que a canção seria vendida em formato NFT. O single seria vendido por 1 real em uma plataforma de vendas NFT e teria disponível 1 milhão de cópias. O projeto foi cancelado no dia 1 de Abril de 2022 após o vazamento de uma versão incompleta da música.

## Recepção
O single atingiu 1 milhão de visualizações em menos de 1 dia no YouTube e durante sua estreia, atingiu o recorde de 113 mil pessoas, sendo a maior estreia de uma música de 2022.
Também conquistou o primeiro lugar no Spotify Brasil por 15 dias consecutivos, tendo quase 30 milhões de reproduções.